# Reynaldo González López
Reynaldo González López (né le 14 septembre 1948, et mort le 4 juillet 2015) est un dirigeant sportif cubain, membre du Comité international olympique à partir de 1995.
Il a été secrétaire général du Comité olympique cubain de 1984 à 2000 et président de la Fédération cubaine de baseball.